# Mandloňová naučná stezka

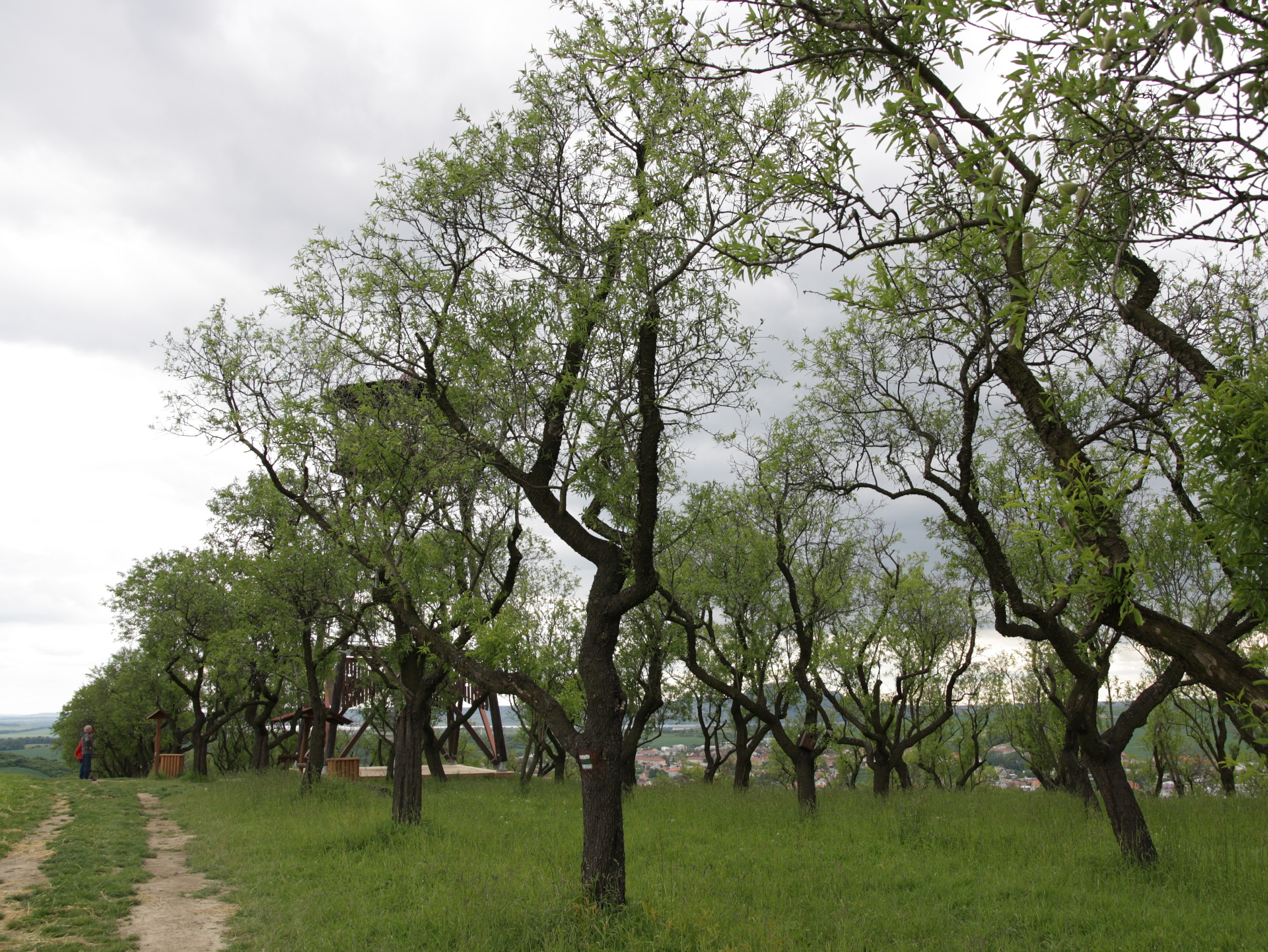
Mandloňový sad u rozhledny

Mandloňová naučná stezka (také Mandloňová stezka či Mandloňovou stezkou na rozhlednu) je naučná stezka, která vede nejbližším okolím Hustopečí. Její celková délka je 9 km, ovšem je možné ji rozdělit na další dva kratší okruhy – 1,6 km a 5 km. Na trase se nachází 5 zastavení a tematicky je věnovaná především mandloním. Zastavení nejsou nijak pojmenována, pouze označena názvem stezky a číslem.

## Vedení trasy
Trasa začíná v Hustopečích u autobusového nádraží. Odtud pokračuje přes Dukelské náměstí a ulicemi Mrštíkova, Kollárova a Havlíčkova ven z města. Kousek za hřbitovem odbočuje se zelenou turistickou značkou doleva. Po pár metrech se rozděluje, přičemž část pokračující rovně se vrací do města a uzavírá tak první okruh.
Cesta doprava pokračuje přes vinohrady k mandloňovému sadu a rozhledně Hustopeče. Kousek za rozhlednou zatáčí prudce doprava a přes Hustopečský starý vrch prochází oblastí Přední kopaniny. Asi po 500 metrech zatáčí doleva a po chvíli opět doleva, přičemž se odděluje od zelené turistické značky. Posléze prochází po silničce oblastí Zadní kopaniny zpět do oblasti Přední kopaniny. Asi po 1,1 km se cesta opět rozděluje. Cesta doleva se stáčí k Přednímu rybníku, který má po pravé straně, a po červené turistické značce se ulicemi Šafaříkova a Kollárova vrací zpět na začátek.
Cesta doprava se po několika zákrutech stáčí doprava na polní cestu, kterou se dostává pod Kamenný vrch. Tady se napojuje na zelenou turistickou značku, odbočuje doleva a zelenou značku následuje k rozcestí Pod Kamenným vrchem. Posléze pokračuje sama rovně okrajem PP Kamenný vrch až k rozcestí Kamenný vrch – rozcestí, kde se připojuje na červenou značku. S tou se asi po 900 metrech lomí doleva a okolo Zadního rybníka a Předního rybníka, který má po levé straně, stáčí k Hustopečím. Přechází po hrázi Předního rybníka a napojuje se na druhý okruh.